# Riverside (formație)
Riverside este o trupă de progressive rock din Varșovia, Polonia. A fost înființată în 2001 de către Mariusz Duda, Piotr Grudziński, Piotr Kozieradzki and Jacek Melnicki, care au împărtășit aceeași dorință pentru rock progresiv și heavy metal. Riverside poate fi descrisă ca un amestec de elemente de rock și metal atmosferice, rezultând un sunet similar cu cel al Pink Floyd, Porcupine Tree, The Mars Volta, Opeth, Dream Theater, și  Tool, reușind să mențină în același timp o identitate proprie.

## Istorie

### Începutul șiOut of Myself
Povestea Riverside a început în mașina lui Piotr Kozieradzki, în timpul unei călătorii alături de Piotr Grudziński. S-a născut în capul lor ideea de a cânta muzică neoprogressive. Această idee a fost materializată mai târziu, sub forma unei trupei - Riverside . La acea vreme, Grudziński cânta la chitară în trupa metal Unnamed, în timp ce Kozieradzki cânta la tobe în formatiile death metal Hate și Domain. Spre surprinderea lui Grudziński, "Clutching at Straws", un cântec de grupul neoprogressive Marillion, se auzea prin difuzoarele mașinii lui Mittloff. S-a dovedit că ambii erau interesați de muzica progresivă și și-ar dori să experimenteze cu acest gen muzical. Câteva luni mai târziu, la sfârșitul anului 2001, a fost făcuta o sugestie pentru a se intâlni la o repetiție.
O altă persoană care a luat parte la acea repetiție a fost Jacek Melnicki - un clăpar care deținea propriul studio de inregistrari. Prima sesiune de jam a fost puțin dezamăgitoare, dar cea de-a doua a schimbat totul. Melnicki a adus un nou membru - pe basistul Mariusz Duda. Din acel moment, noul proiect înființat a fost un cvartet, însă ceea ce este și mai important este că în timpul uneia dintre repetițiile care au urmat Mariusz le-a dezvăluit talentele sale vocale. Celorlalți muzicieni le-a plăcut improvizațiile vocale folosite în schițele muzicale timpurii apoi Mariusz a devenit în același timp cântăreț și basist.
După câteva repetiții, membrii trupei și-au dat seama că au fost implicați în ceva special. După finalizarea primelor compoziții, Mariusz a încercat să cânte în propria sa limbă, ceea ce a fost, probabil, similar cu vocalizele din viitoarea lor piesă "The Curtain Falls", deși versurile viitoare urmau să fie scrise în limba engleză. Astfel, Mariusz a început să-și asume rolurile de solist și basist. În octombrie 2002, la un an după formarea lor, trupa a avut o serie de spectacole în Varșovia. După distribuirea a aproximativ 500 de copii ale demo-ului lor, trupa a cântat din nou într-un club mic din Varșovia, la începutul anului 2003. În timp ce trupa a continuat să scrie mai mult material pentru lansarea unui album, a început să crească o disonanță între clapele lui Jacek și ceilalți membri ai trupei Riverside. Jacek a dorit să continue demersul său în studio, astfel că, la sfârșitul anului 2003, el a părăsit grupul.
Restul trupei a continuar sa lucreze la primul lor album, care avea să fie intitulat Out of Myself. Acesta a fost lansat în Polonia, la sfârșitul anului 2003. Succesul albumului în Polonia și spectacolele live arată că demersurile efectuate de trupă pentru o lansare a albumului de la casa de discuri americană Laser Edge în septembrie 2004, de data aceasta cu coperta de la Travis Smith, pictor pentru trupe precum Opeth, Anathema, și Devin Townsend . Albumul Out of Myself a câștigat cel mai bun debut în multe reviste și site-uri precum Metal Hammer și Belgium Prog - Nose .

### Voices In My HeadșiSecond Life Syndrome
Dupa debutul din 2003 cu Out of Myself și succesul ce a urmat în 2004, trupa a început să lucreze la un EP intitulat Voices In My Head care a fost la început o lansare exclusivă în Polonia prin intermediul casei de discuri Mystic Production. Cvartetul din Polonia a avut primul lor concert străin la festivalul Progpower în orașul olandez Baarlo. Trupa a fost abordată de către o mare casă de discuri prog InsideOut, lansând Second Life Syndrome la sfârșitul lui Octombrie 2005. Albumul a fost un mare succes, trupa reușind să depășească albumul Out of Myself. Albumul deține un loc formidabil cu numărul 62 pe Prog Archives top 100 prog albums precum și albumul numărul 1 nominat în 2005. În 2006, Voices In My Head, EP-ul inițial lansat numai în Polonia, a fost re-lansat sub eticheta InsideOut, acum restructurat cu includerea a trei piese de înaltă calitate direct de pe albumul Out of Myself. În plus, trupa a avut primul lor spectacol de peste mări la NEARfest în Bethlehem, Pennsylvania, la 24 iunie 2006. La scurt timp după, trupa va începe să scrie cel de-al treilea album de lungime completă în Reality Dream Series.

### Rapid Eye MovementșiLunatic Soul
În Octombrie 2007, trupa a lansat albumul Rapid Eye Movement, sub eticheta casei de discuri InsideOut. Lansarea europeană a avut un standard de nouă piese, dar lansarea americană a avut două versiuni ale albumului. Unul a fost un singur CD cu cele nouă piese de pe album, plus trei piese de pe 02 Panic Room Single. Acest single a fost, de asemenea, exclusiv pentru Mystic Production și, prin urmare, cea mai mare parte fiind disponibilă pentru fanii de dincolo de ocean. Cealaltă versiune conținea 2 CD-uri, primul cu cele nouă piese de album și al doilea disc contine trei piese single, precum și două dintre cele noi și atmosferice compoziții. Înaintea lansării, trupa a cântat într-un turneu ca trupă de deschidere pentru Dream Theater ceea ce a atras și mai mulți fani. Mariusz Duda a lansat recent albumul de debut din noul său proiect, Lunatic Soul. Albumul auto-intitulat a fost lansat de către Kscope pe 13 octombrie 2008.

### Anno Domini High DefinitionșiMemories in My Head
Urmatorul album al cvartetului a fost "Anno Domini High Definition". Mariusz Duda a avut de spus următoarele despre albumul pe 27 ianuarie 2009:
"Am plecat din Varșovia, ne-am schimbat studioul și producătorul. Ne pasă enorm de crearea unei înregistrări coerenet și probabil acesta este motivul pentru vor fi doar cinci piese pe el. Materialul va fi energic, variat și - sper - foarte bun pentru spectacole live. Acesta va fi o poveste despre modernitatea fluida, viața într-o grabă constantă, de stres și anxietate cu privire la viitor. O imagine a timpurilor noastre într-o rezoluție de 1920 x 1080."
Recordul a fost lansat în Polonia de Mystic Production pe 15 iunie 2009. Anno Domini High Definition a devenit cel mai bun album din Polonia în a doua săptămână în topuri, urmând un debut cu locul al șaselea.: The album was released on 6 June in the rest of Europe and on 28 July in North America. The band has tracked their recording process with the blog and website annodomininihighdefinition.com (Which is now not a registered domain name.).
Editia Limitata a albumului Anno Domini HD este un set de 2 discuri. Al doilea disc este un DVD care conține o productie video de șapte cântece. Spectacolul a fost inregistrat la Teatrul Paradiso din Amsterdam.
Un EP intitulat Memories in My Head a fost lansat în 2011.

### Shrine of New Generation Slaves
În ianuarie 2013, Riverside a lansat al cincilea lor album full-length, Shrine of New Generation Slaves.

## Membri

### Membri curenți
- Mariusz Duda - vocalist, chitară bas, chitară acustică
- Piotr Grudziński - chitară
- Piotr Kozieradzki - tobe
- Michał Łapaj - clape, voce de fundal

### Foști membri
- Jacek Melnicki - clape

## Discografie

### Albume
| Year | Title                                                                                           | Peak chart positions | Peak chart positions | Peak chart positions | Peak chart positions | Peak chart positions | Peak chart positions | Peak chart positions | Peak chart positions | Certifications (sales thresholds) |
| Year | Title                                                                                           | POL                  | NLD                  | DEU                  | SWI                  | FIN                  | BEL (VL)             | BEL (WA)             | UK                   | Certifications (sales thresholds) |
| ---- | ----------------------------------------------------------------------------------------------- | -------------------- | -------------------- | -------------------- | -------------------- | -------------------- | -------------------- | -------------------- | -------------------- | --------------------------------- |
| 2003 | Out of Myself - Date: 15 decembrie 2003 - Label: Laser's Edge, Mystic Production                | —                    | —                    | —                    | —                    | —                    | —                    | —                    | —                    |                                   |
| 2005 | Second Life Syndrome - Date: 31 octombrie 2005 - Label: InsideOut, Mystic Production            | 22                   | —                    | —                    | —                    | —                    | —                    | —                    | —                    |                                   |
| 2007 | Rapid Eye Movement - Date: 24 septembrie 2007 - Label: InsideOut, Mystic Production             | 2                    | 73                   | —                    | —                    | —                    | —                    | —                    | —                    |                                   |
| 2009 | Anno Domini High Definition - Date: 19 iunie 2009 - Label: InsideOut, Mystic Production         | 1                    | 58                   | 94                   | —                    | —                    | —                    | —                    | —                    | - POL: gold                       |
| 2013 | Shrine of New Generation Slaves - Date: 18 ianuarie 2013 - Label: InsideOut, Mystic Production  | 2                    | 28                   | 33                   | 51                   | 41                   | 130                  | 109                  | —                    | - POL: gold                       |
| 2015 | Love, Fear and the Time Machine - Date: 4 septembrie 2015 - Label: InsideOut, Mystic Production | 2                    | 4                    | 18                   | 25                   | 31                   | 73                   | 51                   | 67                   |                                   |
| 2018 | Wasteland - Date: 28 septembrie 2018 - Label: InsideOut, Mystic Production                      | 1                    | 28                   | 13                   | 23                   | 30                   | 79                   | 111                  | 83                   |                                   |
| 2023 | ID.Entity - Date: 20 ianuarie 2023 - Label: InsideOut, Mystic Production                        |                      |                      |                      |                      |                      |                      |                      |                      |                                   |

### Albume Live
| Year | Title                                                                      |
| ---- | -------------------------------------------------------------------------- |
| 2008 | Reality Dream - Date: noiembrie 2008 - Label: InsideOut, Mystic Production |

### DVD-uri
| Year | Title                                                                             |
| ---- | --------------------------------------------------------------------------------- |
| 2009 | Reality Dream Live DVD - Date: 14 decembrie 2009 - Label: ProgTeam - Formats: DVD |

### EP-uri
| Year | Title                                                        |
| ---- | ------------------------------------------------------------ |
| 2005 | Voices in My Head - Date: 7 martie 2005 - Label: Rock Serwis |
| 2011 | Memories in My Head - Date: 20 iunie 2011 - Label: ProgTeam  |

### Single-uri
| 2003                                      | "Loose Heart"          | 17 |             |
| 2005                                      | "Conceiving You"       | 31 |             |
| 2007                                      | "02 Panic Room"        | —  | - POL: gold |
| 2008                                      | "Schizophrenic Prayer" | 31 |             |
| 2009                                      | "Egoist Hedonist"      | 31 |             |
| "—" denotes a release that did not chart. |                        |    |             |